# 卡什 (阿肯色州)
卡什（英語：Cash）是一個位於美國阿肯色州克雷格黑德縣的城鎮。

## 地理
卡什的座標為35°47′54″N 90°56′00″W / 35.79833°N 90.93333°W，而該地的平均海拔高度為76米（即249英尺）。

## 人口
根據2020年美國人口普查的數據，卡什的面積為0.95平方千米，當中陸地面積為0.95平方千米，而水域面積為0.00平方千米。當地共有人口280人，而人口密度為每平方千米294人。